# Morne Bigot
Morne Bigot är ett berg i Martinique. Det ligger i den södra delen av Martinique, 12 km söder om huvudstaden Fort-de-France. Toppen på Morne Bigot är 467 meter över havet.